# Friedrich August Brand

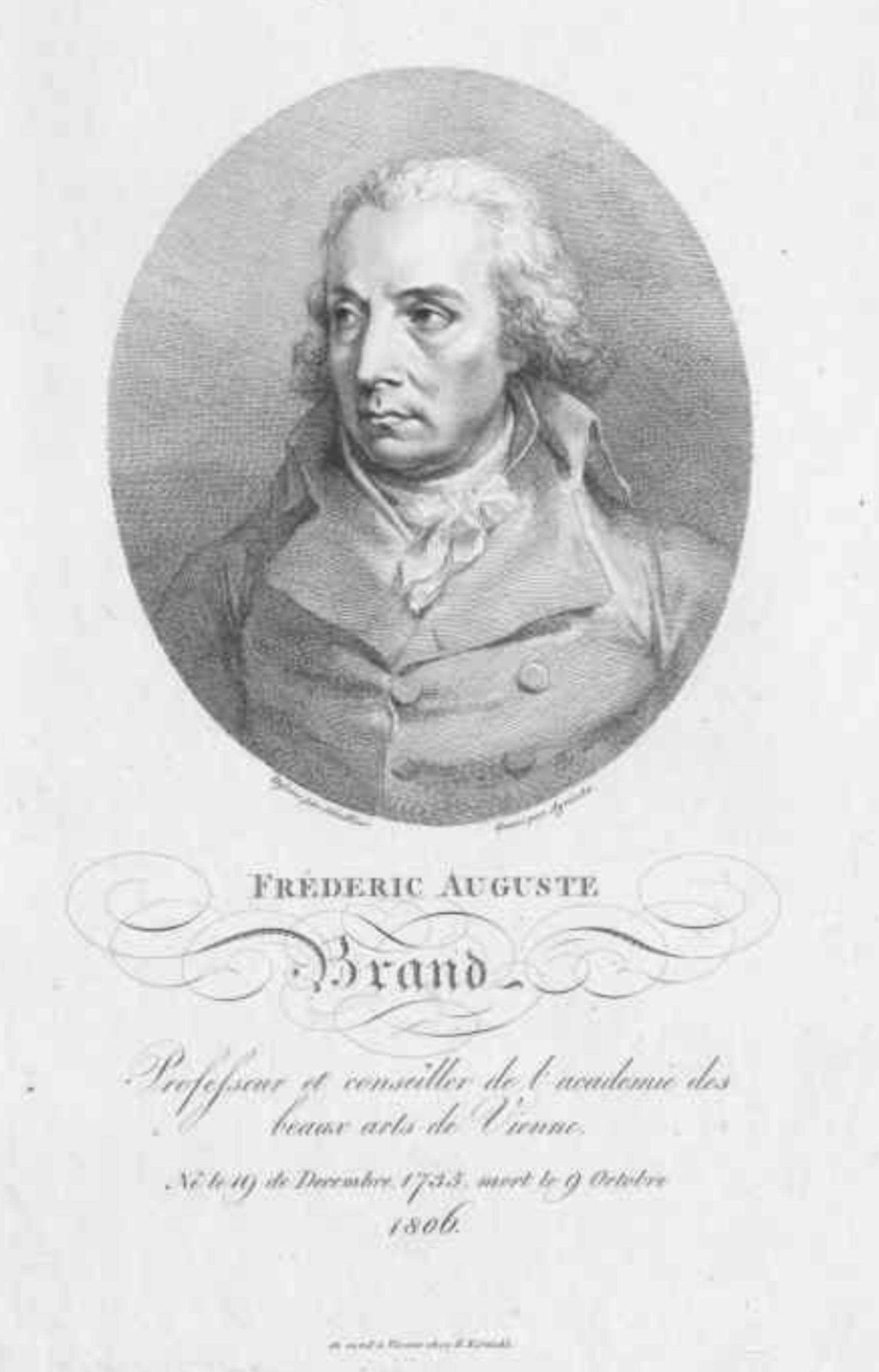
Friedrich August Brand (Stich von Karl Agricola)

Friedrich August Brand (* 20. Dezember 1735 in Wien; † 9. Oktober 1806 ebenda) war ein österreichischer Landschafts- und Historienmaler und Kupferstecher.
Friedrich August Brand war Sohn von Christian Hilfgott Brand (1695–1750) und Bruder von Johann Christian Brand sowie vermutlich Bruder von Heinrich Carl Brandt (1724–1787). Er lernte bei seinem Vater die Landschaftsmalerei. Ab dem Jahr 1774 Mitglied der Wiener Akademie, war er seit 1776 Korrektor bei seinem Bruder Johann Christian, ab 1783 Professor und nach dessen Tod 1795 dessen Nachfolger. Von ihm stammen Aquarelle und eine große Anzahl von Stichen, in denen der Einfluss von Jacob Matthias Schmutzer deutlich wird, sowie Ölgemälde in niederösterreichischen Kirchen. Er starb 1806 in Wien.

## Werke

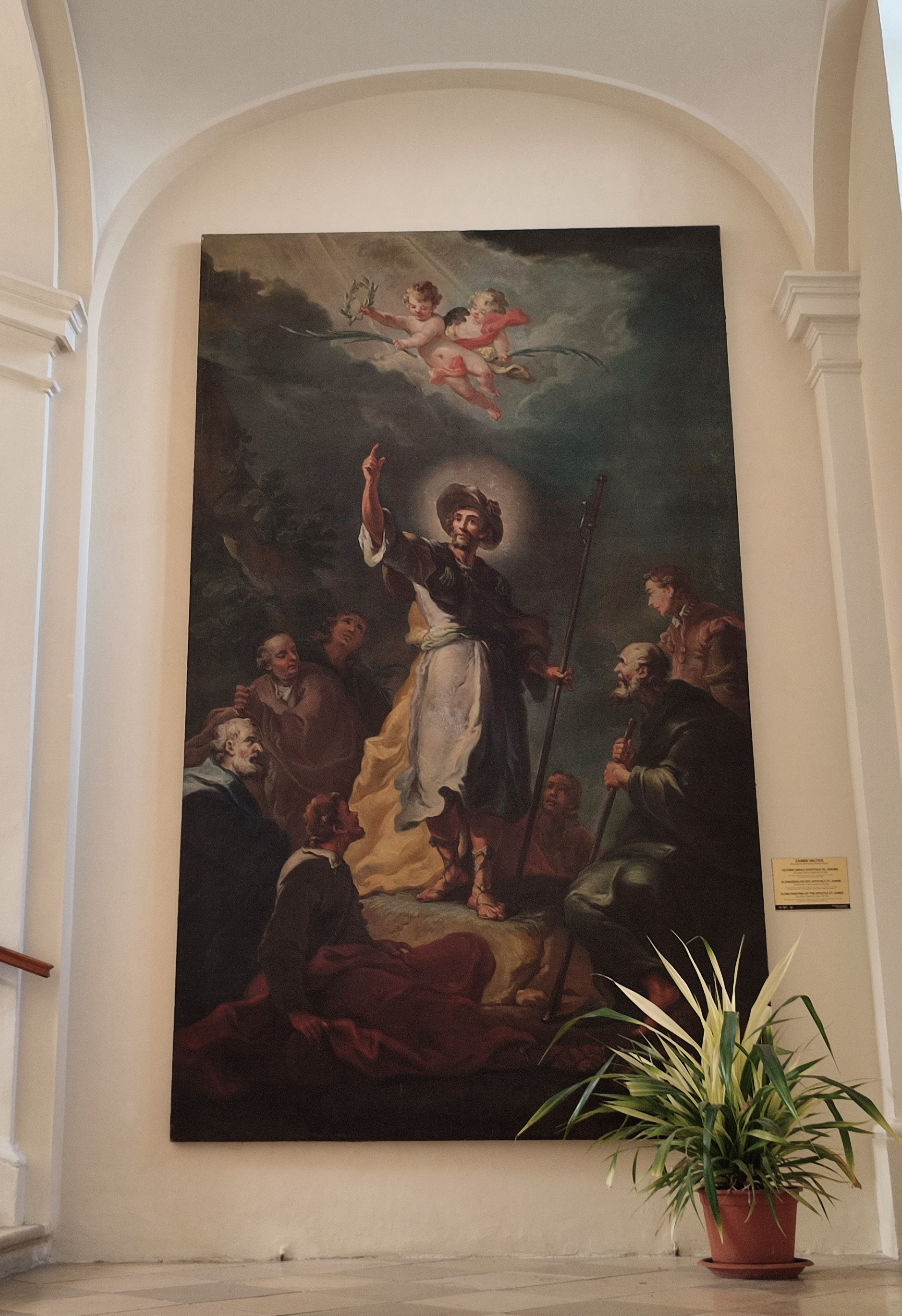
Heilige Jakob zwischen Pilgern (1761)

Zu seinen Hauptwerke gehörte Altarbild Heilige Jakob der Ältere zwischen Pilgern (1761) aus der Schlosskapelle in Lednice, seit 1856 in Schloss Feldsberg aufbewahrt.